# Cephaloziella subdentata
Cephaloziella subdentata là một loài rêu trong họ Cephaloziellaceae. Loài này được Warnst. mô tả khoa học đầu tiên..